# NGC 2592
NGC 2592 is een elliptisch sterrenstelsel in het sterrenbeeld Kreeft. Het hemelobject werd op 11 maart 1785 ontdekt door de Duitse-Britse astronoom William Herschel.

## Synoniemen
- UGC 4411
- MCG 4-20-55
- ZWG 119.102
- PGC 23701